# Carrapatas
Carrapatas é uma povoação portuguesa sede da Freguesia de Carrapatas do Município de Macedo de Cavaleiros, freguesia com 6,70 km² de área e 153 habitantes (censo de 2021), tendo, por isso, uma densidade populacional de 22,8 hab./km².
Esta freguesia situa-se numa zona próxima da ribeira de Carvalhais, a cerca de 4 km da sede municipal, tendo como freguesias limítrofes Macedo de Cavaleiros, Amendoeira, Cortiços, Vale Benfeito e Grijó de Benfeito.
Pinho Leal, na obra Portugal Antigo e Moderno, descreve a freguesia da seguinte forma:
“Situada em uma baixa, povoada de muitas árvores frutíferas e silvestres e vendo-se daqui Vale Benfeito, Grijó, Vilar do Monte e a serra de Monte Mel. (.,,) A água de Fonte Santa trás às vezes petróleo. Dizem que cura moléstias cutâneas".
O topónimo Carrapatas teve origem, de acordo com o Abade de Baçal, no termo zoológico “carrapato” ou no botânico “carrapateiro", sendo um nome muito usual no Nordeste Transmontano.
A atual freguesia pertenceu, até ao ano de 1853, ao concelho de Cortiços e, a partir de então transitou para o (atual município) de Macedo de Cavaleiros.

## Demografia
A população registada nos censos foi:
| Distribuição da População por Grupos Etários | Distribuição da População por Grupos Etários | Distribuição da População por Grupos Etários | Distribuição da População por Grupos Etários | Distribuição da População por Grupos Etários |
| -------------------------------------------- | -------------------------------------------- | -------------------------------------------- | -------------------------------------------- | -------------------------------------------- |
| Ano                                          | 0-14 Anos                                    | 15-24 Anos                                   | 25-64 Anos                                   | > 65 Anos                                    |
| 2001                                         | 25                                           | 30                                           | 117                                          | 53                                           |
| 2011                                         | 16                                           | 18                                           | 92                                           | 71                                           |
| 2021                                         | 13                                           | 8                                            | 76                                           | 56                                           |